# Bill Paxton
William „Bill” Paxton (Fort Worth, 1955. május 17. – Los Angeles, 2017. február 25.) amerikai színész, filmrendező és zenész.
Ismertebb filmjei közé tartozik a Terminátor – A halálosztó (1984), a Különös kísérlet (1985), A bolygó neve: Halál (1986), a Ragadozó 2. (1990), a True Lies – Két tűz között (1994), az Apolló 13 (1995), a Twister (1996), a Titanic (1997) és A holnap határa (2014).
A filmes szerepek mellett televíziós sorozatokban is feltűnt. A HBO Hármastársak című drámasorozatában való szerepléséért összesen három Golden Globe-jelölést kapott. A Hatfield-McCoy viszály című History Channel-sorozatban Randolph „Randall” McCoy megformálásáért Primetime Emmy-díjra és Screen Actors Guild-díjra jelölték. Utolsó filmes szerepe a 2017-es A kör című sci-fi-drámában volt, amely halála után két hónappal került a mozikba.
2017. február 25-én, hatvanegy éves korában hunyt el, szívműtét utáni komplikációk miatt bekövetkező agyvérzésben.

## Fiatalkora és családja

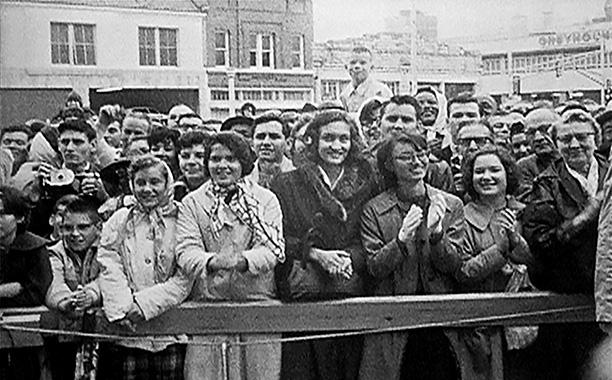
A tömeg fölé emelkedő gyermek Paxton (középen) a Hotel Texas előtt, 1963-ban.

A texasi Fort Worth  városban született és nőtt fel, Mary Lou (leánykori nevén Gray) és John Lane Paxton gyermekeként. Apja üzletember, fakereskedő és múzeumigazgató volt, alkalmanként színészettel is foglalkozott – többek között feltűnt Sam Raimi Pókember-filmjeiben is. Bill édesanyja római katolikus vallású volt, gyermekeit is ebben a szellemben nevelte.
Gyermekként Paxton is a várakozó tömegben volt, amikor 1963. november 22-én, meggyilkolásának reggelén John Fitzgerald Kennedy kilépett a Hotel Texas épületéből. A Sixth Floor Museum több képet is őriz, melyen látható a tömeg fölé emelt nyolcéves Paxton.
Elmondása alapján tizenhárom éves korában reumás lázat kapott, a betegség károsította a szívét. Tizenévesen újságkihordóként dolgozott együtt Mike Muir-ral, a későbbi Suicidal Tendencies énekesével.
A Forth Wort-i Arlington Heights Középiskola elvégzése után Los Angelesbe költözött, filmes karrierje beindítása érdekében. Itt produkciós asszisztensként és díszletrendezőként dolgozott. Huszonegy évesen a New York Egyetem hallgatójaként Stella Adler tanítványa lett. Két év után félbehagyta tanulmányait és visszaköltözött Los Angelesbe.

## Filmes pályafutása

### 1980-as és 1990-es évek
Egyik első, kisebb szerepe az 1984-es Terminátor – A halálosztó című filmben volt. Egy utcai banda punk tagját alakította, aki az Arnold Schwarzenegger által megformált címszereplővel kerül összetűzésbe. Az 1985-ös Különös kísérletben a főszereplő basáskodó bátyjaként tűnt fel, míg az 1986-os A bolygó neve: Halál című akcióhorrorban – melyet a Terminátorhoz hasonlóan szintén James Cameron rendezett – a heves természetű és harsány Hudson közlegényt játszotta. A film egyik emlékezetes mondata („Game over, man. Game over!”) az ő szájából hangzik el, Paxton részben improvizálta azt a forgatás közben. Alakítását Szaturnusz-díjjal jutalmazták legjobb férfi mellékszereplő-kategóriában.
1990-ben a Ragadozó 2.-ben is szereplést vállalt. Érdekesség, hogy napjainkig – Lance Henriksen mellett – ő az egyedüli színész, akit a filmvásznon egy Terminátor, egy Xenomorf (bár halálát A bolygó neve: Halálban közvetlenül nem mutatják) és egy Predator is megölt.
Az 1990-es évek során ismét alkalma nyílt együtt dolgozni Cameronnal. Paxton feltűnt a rendező 1994-es True Lies – Két tűz között és 1997-es Titanic című filmjeiben – utóbbi a bemutatása idején a legmagasabb bevételt elérő filmnek számított. Az évtized folyamán bemutatott fontosabb filmjei közé tartozik még a Tombstone – A halott város (1993), az Apolló 13 (1995) és a Twister című katasztrófafilm (1996). Főszerepeket kapott olyan filmdrámákban is, mint az Egy rossz lépés (1992) és a Szimpla ügy (1998).

### 2000-es évek

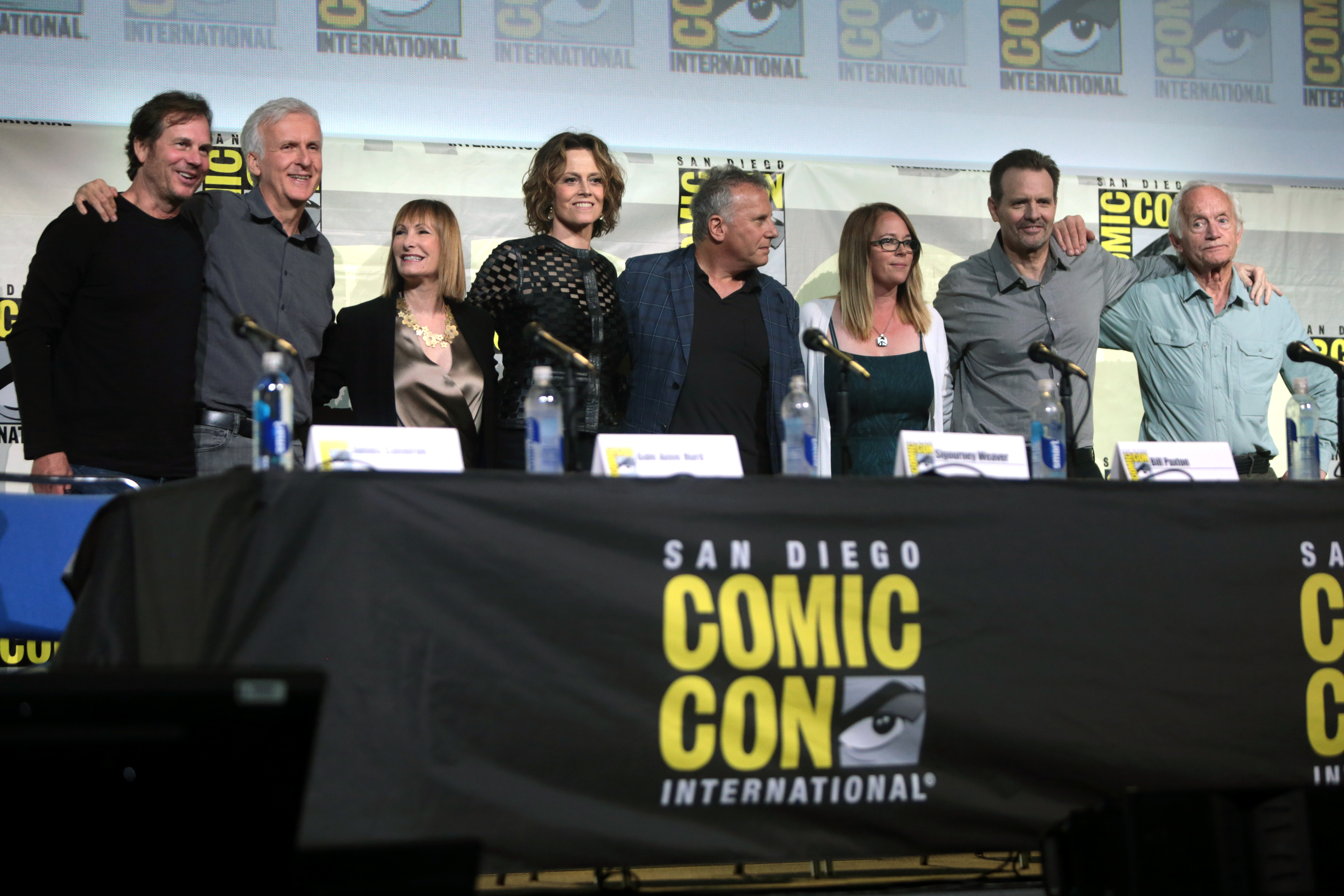
Bill Paxton, James Cameron, Gale Anne Hurd, Sigourney Weaver, Paul Reiser, Carrie Henn, Michael Biehn és Lance Henriksen 2016-ban.

A 2000-es évek első felében két filmet rendezett, a 2001-es Isten haragja című thrillert (ennek elkészítésében színészként is részt vett), továbbá a 2005-ös A golfbajnok című sportdrámát. 2001-ben Cameronnal közösen meglátogatta a Titanic roncsait. Az utazásukról készült, Cameron által rendezett dokumentumfilmet 2003-ban mutatták be, A Titanic szellemei címmel.
Paxton a filmek mellett a televíziózás felé is sikeres kitérőt tett. A 2006 és 2011 között gyártott Hármastársak című HBO-sorozatban főszereplőként három Golden Globe-jelölést tudhatott magáénak. Kedvező kritikákat kapott A Hatfield-McCoy viszály című, a History Channel által bemutatott történelmi sorozatért is. legjobb férfi főszereplő (televíziós minisorozat vagy tévéfilm) kategóriában Primetime Emmy-díjra jelölték.
2014-ben negatív szerepet alakított A S.H.I.E.L.D. ügynökei című sorozatban, illetve mellékszerepben feltűnt A holnap határa című sci-fiben, Tom Cruise oldalán. A Call of Duty: Advanced Warfare című 2014-es videójátékban Jon Bernthal, Rose McGowan és John Malkovich mellett Paxton is játszható karakterként szerepel. 2016-tól Frank Roarke nyomozó szerepében színészkedett a Training Day című bűnügyi thrillersorozatban, amely a 2001-es Kiképzés című film folytatása.
A 2017-es A kör című sci-fi-dráma volt a színész utolsó filmje (ebben Emma Watson és Tom Hanks társaságában játszott). A bemutatóra már csak Paxton halála után került sor.

## Magánélete
Kétszer házasodott, 1979 és 1980 között rövid ideig Kelly Rowan férje volt. 1987-ben vette feleségül Louise Newburyt, házasságuk 2017-ig, Paxton haláláig tartott. Két gyermekük született, a később szintén színészi pályát választó James (1994. február 23. –), valamint Lydia (1997 –).

## Halála
2017. február 25-én hunyt el, hatvanegy éves korában, szívműtét utáni komplikációk következtében. A halál pontos oka agyvérzés volt, mely február 14-i szív- és aortaműtétjét követően alakult ki.
Hamvasztás után földi maradványait a Forest Lawn-Hollywood Hills temetőben helyezték örök nyugalomra.

## Filmográfia

### Film
| Év   | Magyar cím                                      | Eredeti cím                                                | Szerep                      | Magyar hang           |
| ---- | ----------------------------------------------- | ---------------------------------------------------------- | --------------------------- | --------------------- |
| 1975 | Bolond mama                                     | Crazy Mama                                                 | John                        |                       |
| 1981 | Bombázók a seregnek                             | Stripes                                                    | Katona                      |                       |
| 1982 |                                                 | Night Warning                                              | Eddie                       |                       |
| 1983 |                                                 | Taking Tiger Mountain                                      | Billy Hampton               |                       |
| 1983 | A fegyelem urai                                 | The Lords of Discipline                                    | Gilbreath                   |                       |
| 1983 |                                                 | Mortuary                                                   | Paul Andrews                |                       |
| 1984 | Ha eljönnek a bomberek                          | Streets of Fire                                            | Clyde a csapos              | Seder Gábor           |
| 1984 |                                                 | Impulse                                                    | Eddie                       |                       |
| 1984 | Terminátor – A halálosztó                       | The Terminator                                             | punk                        | Salinger Gábor        |
| 1984 | Terminátor – A halálosztó                       | The Terminator                                             | punk                        | Seder Gábor           |
| 1985 | Különös kísérlet                                | Weird Science                                              | Chet Donnelly               | Bede-Fazekas Szabolcs |
| 1985 | Különös kísérlet                                | Weird Science                                              | Chet Donnelly               | Maday Gábor           |
| 1985 | Kommandó                                        | Commando                                                   | radarkezelő                 | Schnell Ádám          |
| 1986 | A bolygó neve: Halál                            | Aliens                                                     | William Hudson közlegény    | Juhász Jácint         |
| 1986 | A bolygó neve: Halál                            | Aliens                                                     | William Hudson közlegény    | Zubornyák Zoltán      |
| 1987 | Alkonytájt                                      | Near Dark                                                  | Severen                     | Csőre Gábor           |
| 1988 | Golyóálló glória                                | Pass the Ammo                                              | Jesse Wilkes                | Selmeczi Roland       |
| 1989 | A pusztító szél lovasai                         | Slipstream                                                 | Matt Owens                  | Németh Gábor          |
| 1989 | A vér szava                                     | Next of Kin                                                | Gerald Gates                | Malcsiner Péter       |
| 1989 | A vér szava                                     | Next of Kin                                                | Gerald Gates                | Fesztbaum Béla        |
| 1989 |                                                 | Back to Back                                               | Bo Brand                    |                       |
| 1990 |                                                 | Brain Dead                                                 | Jim Reston                  |                       |
| 1990 | Kék kopó                                        | The Last of the Finest                                     | Howard 'Hojo' Jones         |                       |
| 1990 | Elit kommandó                                   | Navy SEALs                                                 | Dane                        | Malcsiner Péter       |
| 1990 | Elit kommandó                                   | Navy SEALs                                                 | Dane                        | Kapácsy Miklós        |
| 1990 | Ragadozó 2.                                     | Predator 2                                                 | Jerry Lambert               | Kőszegi Ákos          |
| 1991 |                                                 | The Dark Backward                                          | Gus                         |                       |
| 1992 | Kísértet                                        | The Vagrant                                                | Graham Krakowski            | Stohl András          |
| 1992 | Egy rossz lépés                                 | One False Move                                             | Dale 'Hurricane' Dixon      | Felföldi László       |
| 1992 | Trespass                                        | Trespass                                                   | Vince                       | Forgács Péter         |
| 1993 | Idegen erő                                      | Monolith                                                   | Tucker                      | Józsa Imre            |
| 1993 | Indián nyár                                     | Indian Summer                                              | Jack Belston                |                       |
| 1993 | Dobozba zárt szerelem                           | Boxing Helena                                              | Ray O'Malley                | Haás Vander Péter     |
| 1993 | Tombstone – A halott város                      | Tombstone                                                  | Morgan Earp                 | Háda János            |
| 1994 | True Lies – Két tűz között                      | True Lies                                                  | Simon                       | Stohl András          |
| 1994 | Frank és Jesse                                  | Frank and Jesse                                            | Frank James                 | Csankó Zoltán         |
| 1994 |                                                 | Future Shock                                               | Vince                       |                       |
| 1995 | Az utolsó vacsora                               | The Last Supper                                            | Zachary Cody                | Puskás Tamás          |
| 1995 | Apolló 13                                       | Apollo 13                                                  | Fred Haise                  | Pusztaszeri Kornél    |
| 1995 | Apolló 13                                       | Apollo 13                                                  | Fred Haise                  | Csankó Zoltán         |
| 1996 | Twister                                         | Twister                                                    | Bill "The Extreme" Harding  | Dörner György         |
| 1996 | Esthajnalcsillag                                | The Evening Star                                           | Jerry Bruckner              | Kőszegi Ákos          |
| 1997 | Az átverés mesterei                             | Traveller                                                  | Bokky                       | Selmeczi Roland       |
| 1997 | Titanic                                         | Titanic                                                    | Brock Lovett                | Rubold Ödön           |
| 1998 | Szimpla ügy                                     | A Simple Plan                                              | Hank                        | Lippai László         |
| 1998 | Joe, az óriásgorilla                            | Mighty Joe Young                                           | Gregory O'Hara professzor   | Reisenbüchler Sándor  |
| 2000 | U–571                                           | U-571                                                      | Mike Dahlgren őrnagy        | Dörner György         |
| 2000 | Jég és föld között                              | Vertical Limit                                             | Elliot Vaughn               | Sörös Sándor          |
| 2001 | Isten haragja                                   | Frailty                                                    | Dad Meiks                   | Sörös Sándor          |
| 2002 | Kémkölykök 2. – Az elveszett álmok szigete      | Spy Kids 2: Island of Lost Dreams                          | Dinky Winks                 |                       |
| 2003 | A Titanic szellemei                             | Ghosts of the Abyss                                        | önmaga/narrátor             |                       |
| 2003 | Az ellenálló                                    | Resistance                                                 | Theodore 'Ted' Brice őrnagy | Nagy Ervin            |
| 2003 | Kémkölykök 3-D – Game Over                      | Spy Kids 3-D: Game Over                                    | Dinky Winks                 |                       |
| 2004 | Sületlen paradicsom                             | Club Dread                                                 | Kókusz Pete                 | Tóth Roland           |
| 2004 | Viharmadarak                                    | Thunderbirds                                               | Jeff Tracy                  | Sztarenki Pál         |
| 2004 | Menedék                                         | Haven                                                      | Carl Ridley                 | Háda János            |
| 2005 |                                                 | Magnificent Desolation: Walking on the Moon 3D (rövidfilm) | Edgar Mitchell              |                       |
| 2005 | A golfbajnok (Ütős játék)                       | The Greatest Game Ever Played                              | nem szerepel                |                       |
| 2007 |                                                 | The Good Life                                              | Robbie                      |                       |
| 2011 | A bűn hálójában                                 | Haywire                                                    | John Kane                   | Rosta Sándor          |
| 2011 |                                                 | Tornado Alley                                              | narrátor                    |                       |
| 2012 |                                                 | Shanghai Calling                                           | Donald                      |                       |
| 2013 | A kolónia                                       | The Colony                                                 | Mason                       | Dörner György         |
| 2013 | 2 kaliber                                       | 2 Guns                                                     | Earl                        | Epres Attila          |
| 2013 |                                                 | Red Wing                                                   | Jim Verret                  |                       |
| 2014 | Az egymillió dolláros kéz (Millió dolláros kar) | Million Dollar Arm                                         | Tom House                   | Csankó Zoltán         |
| 2014 | A holnap határa                                 | Edge of Tomorrow                                           | Farell főtörzsőrmester      | Epres Attila          |
| 2014 | Éjjeli féreg                                    | Nightcrawler                                               | Joe Loder                   | Epres Attila          |
| 2015 |                                                 | Pixies                                                     | Eddie Beck (hangja)         |                       |
| 2016 |                                                 | Term Life                                                  | Keenan nyomozó              |                       |
| 2016 |                                                 | Mean Dreams                                                | Wayne Caraway               |                       |
| 2017 | A kör (posztumusz megjelenés)                   | The Circle                                                 | Vinnie Holland              | Csankó Zoltán         |

### Televízió
| Év        | Magyar cím               | Eredeti cím                          | Szerep               | Megjegyzések                                 |
| --------- | ------------------------ | ------------------------------------ | -------------------- | -------------------------------------------- |
| 1983      |                          | Deadly Lessons                       | Eddie Fox            | tévéfilm                                     |
| 1985      | Végzetes diagnózis: AIDS | An Early Frost                       | Bob Maracek          | tévéfilm                                     |
| 1985      |                          | The Atlanta Child Murders            | Campbell             | minisorozat                                  |
| 1986      |                          | Fresno                               | Billy Joe Bobb       | minisorozat (4 epizód)                       |
| 1986      | Miami Vice               | Miami Vice                           | Vic Romano nyomozó   | 1 epizód                                     |
| 1987      |                          | The Hitchhiker                       | Trout                | 1 epizód                                     |
| 1993      | Mesék a kriptából V.     | Tales from the Crypt                 | Billy DeLuca         | 1 epizód                                     |
| 1998      | Hazug háború             | A Bright Shining Lie                 | John Paul Vann       | - tévéfilm - magyar hangja: - Csankó Zoltán  |
| 2003      | Frasier – A dumagép      | Frasier                              | Ernie                | 1 epizód                                     |
| 2006–2011 | Hármastársak             | Big Love                             | Bill Henrickson      | főszereplő (53 epizód)                       |
| 2012      | A Hatfield-McCoy viszály | Hatfields & McCoys                   | Randolph McCoy       | 3 epizód                                     |
| 2013      |                          | JFK: The Day That Changed Everything | narrátor             | dokumentumfilm                               |
| 2014      | A S.H.I.E.L.D. ügynökei  | Agents of S.H.I.E.L.D.               | John Garrett         | - 6 epizód - magyar hangja: - Galambos Péter |
| 2015      | Texas felemelkedése      | Texas Rising                         | Sam Houston          | minisorozat                                  |
| 2015      |                          | The Gamechangers                     | Jack Thompson        | tévéfilm                                     |
| 2017      |                          | Training Day                         | Frank Roarke nyomozó | főszereplő (13 epizód)                       |

### Videójátékok
| Év   | Cím                            | Szerep | Megjegyzések         |
| ---- | ------------------------------ | ------ | -------------------- |
| 2015 | Call of Duty: Advanced Warfare | Kahn   | Exo Zombies játékmód |

## Fontosabb díjak és jelölések

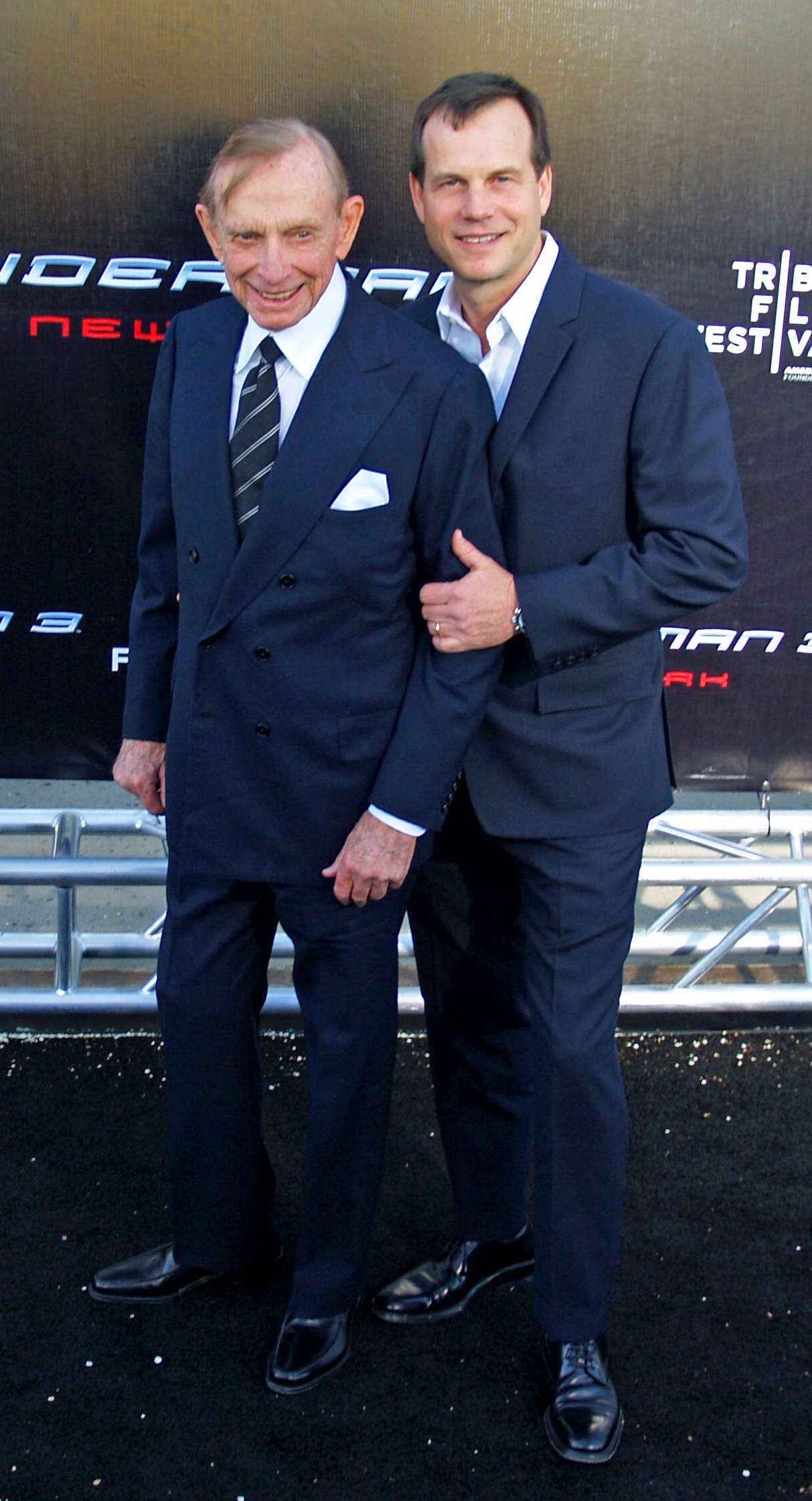
Édesapjával, John Paxtonnal 2007-ben

| Év   | Díj                     | Kategória                                            | Jelölt mű                  | Eredmény |
| ---- | ----------------------- | ---------------------------------------------------- | -------------------------- | -------- |
| 1987 | Szaturnusz-díj          | legjobb férfi mellékszereplő                         | A bolygó neve: Halál       | Elnyerte |
| 1988 | Szaturnusz-díj          | legjobb férfi mellékszereplő                         | Alkonytájt                 | Jelölve  |
| 1995 | Szaturnusz-díj          | legjobb férfi mellékszereplő                         | True Lies – Két tűz között | Jelölve  |
| 1995 | CableACE Awards         | legjobb férfi szereplő drámasorozatban               | Mesék a kriptából          | Jelölve  |
| 1996 | Screen Actors Guild-díj | legjobb szereplőgárda (mozifilm)                     | Apolló 13                  | Elnyerte |
| 1997 | Szaturnusz-díj          | legjobb férfi mellékszereplő                         | Twister                    | Jelölve  |
| 1998 | Screen Actors Guild-díj | legjobb szereplőgárda (mozifilm)                     | Titanic                    | Jelölve  |
| 1999 | Golden Globe-díj        | legjobb férfi főszereplő (minisorozat vagy tévéfilm) | Hazug háború               | Jelölve  |
| 2003 | Szaturnusz-díj          | legjobb rendező                                      | Isten haragja              | Jelölve  |
| 2003 | Szaturnusz-díj          | Filmmaker's Showcase Award                           | –                          | Elnyerte |
| 2006 | Satellite Award         | legjobb színész (drámasorozat)                       | Hármastársak               | Jelölve  |
| 2007 | Satellite Award         | legjobb színész (drámasorozat)                       | Hármastársak               | Jelölve  |
| 2007 | Golden Globe-díj        | legjobb férfi főszereplő (drámasorozat)              | Hármastársak               | Jelölve  |
| 2008 | Golden Globe-díj        | legjobb férfi főszereplő (drámasorozat)              | Hármastársak               | Jelölve  |
| 2009 | Satellite Award         | legjobb színész (drámasorozat)                       | Hármastársak               | Jelölve  |
| 2010 | Golden Globe-díj        | legjobb férfi főszereplő (drámasorozat)              | Hármastársak               | Jelölve  |
| 2012 | Primetime Emmy-díj      | legjobb férfi főszereplő (minisorozat vagy tévéfilm) | A Hatfield-McCoy viszály   | Jelölve  |
| 2013 | Screen Actors Guild-díj | legjobb színész (minisorozat vagy tévéfilm)          | A Hatfield-McCoy viszály   | Jelölve  |

## Fordítás
- Ez a szócikk részben vagy egészben  a   Bill Paxton című angol Wikipédia-szócikk ezen változatának fordításán alapul.  Az eredeti cikk szerkesztőit annak laptörténete sorolja fel. Ez a jelzés csupán a megfogalmazás eredetét és a szerzői jogokat jelzi, nem szolgál a cikkben szereplő információk forrásmegjelöléseként.